# Modo a prueba de fallos

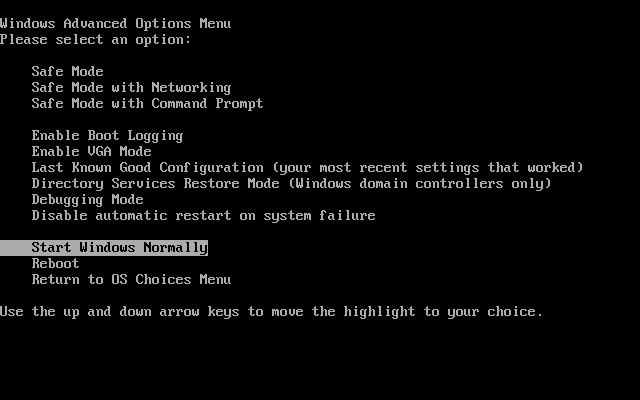
Una captura de pantalla del menú de Opciones avanzadas de Windows generado por el cargador de arranque NTLDR de Microsoft Windows XP.

El modo a prueba de fallos, también conocido como modo seguro (aunque este nombre sería incorrecto, pues no asegura al 100% el correcto funcionamiento del SO), es un modo de acceso usado por ciertos sistemas operativos como Microsoft Windows, Mac OS X, Linux (se suele llamar Dick, p.e. en el gestor de arranque Lilo), y otros dispositivos electrónicos. Mientras el PC está en modo seguro, dispondrá de una funcionalidad reducida, pero permitirá aislar problemas ocasionados por componentes que no forman parte del sistema operativo base.
El modo seguro es un estado de la computadora donde el sistema operativo en cuestión inicia solamente sus componentes base, deshabilitando temporalmente algunas de las unidades internas o externas según su importancia, para así de algún modo poder iniciar la computadora en caso de que algún software o código maligno y en algunos casos, controladores que causen algún conflicto que haga que el equipo tenga un mal funcionamiento al inicio y se reiniciase, no interfiera en que el PC inicie correctamente, pudiendo así el administrador quedar visible para corregir el problema o el mismo usuario, teniendo los permisos de este, solucionar el problema o modificar archivos que en modo normal no se pudiesen acceder o eliminar.

## Funcionamiento
Aunque la definición puede variar de un sistema a otro, normalmente en este modo se cargan los mínimos programas necesarios, y generalmente se deshabilitan muchos dispositivos no esenciales, con la excepción de los periféricos de entrada y salida básicos. Por ejemplo, en el sistema operativo Windows, un usuario puede escoger arrancar desde la consola de comandos o arrancar escogiendo entre las variedades disponibles de "Modo seguro", sin red o aceleración de video.
El Modo seguro también puede presentarse en la forma de un sistema operativo paralelo que no comparte su configuración con el sistema operativo normal. La consola de comandos es un limitado sistema que trabaja en modo de texto preparado para reparar el sistema principal, que está separado del mismo y también es accesible si se arranca desde el CD de instalación.

## Usos
Únicamente se arranca en este modo especial cuando hay un problema grave que impida el arranque normal, como podría ser una instalación mal configurada, un problema en el registro, un controlador de dispositivo (también conocido como driver) dañado, virus informático o un programa que impida continuar en la secuencia normal de arranque.
El modo seguro permite el acceso a programas y utilidades de diagnóstico, que permiten que un usuario pueda arreglar el problema.

## Acceso al modo seguro en varios sistemas operativos

### Windows
En Windows se debe pulsar la tecla F8 repetidas veces durante las fases tempranas del proceso de arranque. El menú que aparecerá en pantalla permitirá el acceso al modo seguro, entre otras opciones. Véase la referencia puesta aquí para más información.

### Android
En Android se puede acceder al modo seguro si se accede al menú de apagado (mantener pulsado el botón de bloqueo) y se mantiene pulsada la opción "Apagar". Un diálogo aparecerá en pantalla, y solo hay que pulsar Aceptar para ir al modo seguro.